# Бломстранд, Кристиан Вильгельм
Кристиан Вильгельм Бломстранд (швед. Christian Wilhelm Blomstrand; 20 октября 1826, приход сельской местности Векшё — 5 ноября 1897, приход Кафедрального собора Лунда) — шведский химик.

## Биография
Профессор химии в Лунде, где заведовал университетской химической лабораторией; член  Королевской шведской академии наук. Выполнил исследования по различным отделам минеральной химии, в 1866 году получил ниобий восстановлением его хлорида водородом. (изучал тантала и его соединения, галоидные производные молибдена и платиново-аммиачных солей). Также работал в области органической химии (о серно-платиновых основаниях с различными алкогольными радикалами).
Развил электрохимическую теорию Й. Я. Берцелиуса, что подготовило представления об электрической природе валентности. Исходя из электрохимических представлений, он счёл возможным выяснить и расширить учение об атомности элементов. Эти взгляды изложены в известном сочинении Бломстранда: «Die Chemie der Jetztzeit» (1869), представляющем, в том числе, историко-критический обзор учений об атомности (Sättigungskapacität) элементов.